# 大井徳次郎

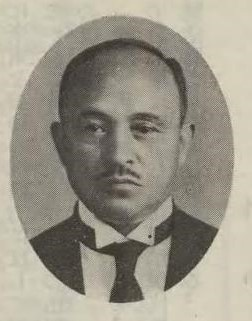
大井徳次郎

大井 徳次郎（おおい とくじろう、明治5年8月1日（1872年9月3日） - 没年不明）は、日本の発明家。
大阪市出身。家業のガラス装身具玩具類の技術に従事し、1901年に分家してガラス光珠や装身具の製造を始めた。1911年にガラス腕輪製造を開始した。
1929年6月に天皇の大阪行幸に際して天覧の光栄に浴し、帝国発明協会より優等賞を受領した。

## 実用新案
- 実用新案第32543号 硝子腕輪製造装置